# Pseudomassaria vaccinii
Pseudomassaria vaccinii är en svampart som beskrevs av Dennis 1974. Pseudomassaria vaccinii ingår i släktet Pseudomassaria och familjen Hyponectriaceae.  Arten är reproducerande i Sverige. Inga underarter finns listade i Catalogue of Life.